# GFRIEND 1st CONCERT - Season of GFRIEND
GFRIEND 1st CONCERT - Season of GFRIEND是韓國女子組合GFRIEND第一次单独巡迴演唱會。

## 概述
Source Music在2017年11月28日表示，GFRIEND將於2018年1月6日、7日在首爾奧林匹克公園奧林匹克Hall舉行首次單獨演唱會“Season of GFRIEND”，並通過官方SNS公開了演唱會海報。門票銷售從12月8日開始，當中首爾場門票更已全部售罄，演唱會演出了GFRIEND的出道迷你專輯《Season of Glass》、五張迷你專輯《Flower Bud》、《Snowflake》、《The Awakening》、《PARALLEL》、《Rainbow》及一張正規專輯《L.O.L》的大部分曲目。以首爾為首站拉開序幕，然後是臺灣、香港。
2018年5月24日，GFRIEND開放預購年初首場專場演唱會《GFRIEND 1st CONCERT - Season of GFRIEND》的 DVD和BLU-RAY，並公開演唱會DVD和BLU-RAY預告。
6月21日，GFRIEND透過官方SNS公開將於9月8日、9日舉行安可場演唱會《GFRIEND 1st CONCERT - Season of GFRIEND ENCORE》的消息。 本次的安可場時隔8個月在場地規模兩倍以上的公演場舉行，更受到粉絲高度期待。 此外，GFRIEND的安可場演唱會將於7月25日下午6時開放官方粉絲優先購票，27日下午6時開放一般購票，9月8日、9日在首爾奧林匹克公園SK手球競技場舉行。

## 巡演事件
在首爾場中，GFRIEND 以所有成員成年後第一次回歸的作品 “Fingertip” 開場，接著登場的 “NAVILLERA” 、“Summer Rain”、“Mermaid”⋯⋯等收錄在四張專輯中的歌曲，呈現了各自殊異的吸引力。另外亦帶來每位成員的個人表演: SinB 向偶像 BoA 致敬，表演了她的經典暢銷歌曲 “No.1”，老么 Umji 則蛻變成 IU 帶來了 “23’；睿隣選擇的是舞台女王李孝利的 “U Go Girl”；Eunha 則挑戰 Gain 的 “Bloom”；隊長 Sowon 重新詮釋善美的大紅歌曲 “Gashina”，而主唱 Yuju 表演的是 Ailee 的出道歌曲 “Heaven”。
在台北場記者會中，電視台為歡迎 GFRIEND 6位成員，特地在大廳鋪上紅地毯、製作大型背板，並送上應景的燈籠提燈讓 GFRIEND 提著拍照。然而拍完照後，韓方以「藝人拿著各家麥克風受訪不好看」為由，強行將藝人叫下台，之後雖提議讓她們拿官方麥克風受訪，但韓方態度強硬，表示「藝人已經下台，不方便再上台」，堅持提前結束電子聯體訪問，之後經過演唱會主辦單位和韓方協調，6人接受平面記者採訪。
8月16日深夜，一架中國廈門航空公司班機於菲律賓的尼諾伊·艾奎諾國際機場降落時，因下雨能見度不佳而發生偏離跑道事故，導致多班國際航班受到影響，而 GFRIEND 原訂行程也因此延期。經紀公司 Source Music 於18日發表官方聲明，內容表示：「由於尼諾伊·艾奎諾國際機場因發生事故，導致所有航班都被取消或誤點，所以原定8月19日舉行的《GFRIEND 1st CONCERT – Season of GFRIEND》演唱會不得不延期。在此對向一直期待演唱會的粉絲們致歉，特別是菲律賓的粉絲們。」原訂8月19日在菲律賓馬尼拉舉辦的演唱會延期至8月26日舉辦。

## 巡迴時間表
| 日期          | 城市           | 國家/地区 | 演出場地                        | 人次  |
| 2018年1月6日  | 首爾           |           | 首爾奧林匹克公園奧林匹克大廳    | 6,000 |
| 2018年1月7日  | 首爾           |           | 首爾奧林匹克公園奧林匹克大廳    | 6,000 |
| 2018年2月28日 | 臺北           | 臺灣      | 新北新莊體育館                  | 5,000 |
| 2018年8月26日 | 馬尼拉         | 菲律賓    | Kia Theatre, Cubao, Quezon City |       |
| 2018年9月1日  | 香港           | 香港      | KITEC Star Hall                 |       |
| 2018年9月8日  | 首爾【安可場】 |           | 首爾奧林匹克公園SK手球競技場    |       |
| 2018年9月9日  | 首爾【安可場】 |           | 首爾奧林匹克公園SK手球競技場    |       |